# Acanthosomatinae
Acanthosomatinae is een onderfamilie van wantsen. De familie werd voor het eerst wetenschappelijk beschreven door Signoret in 1863.

## Taxonomie
De familie bevat de volgende geslachten:

- Acanthosoma Curtis, 1824
- Ameenocoris Ahmad & Moizuddin, 1990
- Amphaces Dallas, 1851
- Anaxandra Stål, 1876
- Catadipson Breddin, 1903
- Cyphostethus Fieber, 1860
- Elasmostethus Fieber, 1860
- Elasmucha Stål, 1864
- Eupolemus Distant, 1910
- Grossaria Kumar, 1974
- Lindbergicoris Leston, 1953
- Mahea Distant, 1909
- Microdeuterus Dallas, 1851
- Oncacontias Breddin, 1903
- Platacantha Lindberg, 1934
- Proctophantasta Breddin, 1903
- Rhopalimorpha Dallas, 1851
- Sastragala Amyot & Serville, 1843